# Шумков, Андрей Арнольдович
Андрей Арнольдович Шумков (род. 19 сентября 1967, Ленинград, СССР) — российский лингвист, доктор филологических наук, профессор.

## Образование
В 1990 году с отличием окончил Электрофизический факультет Ленинградского электротехнического института им. В.И. Ульянова (Ленина),  специальность «Полупроводники и диэлектрики», квалификация – инженер электронной техники, а также Факультет общественных профессий альма-матер по специальности референт-переводчик английского, немецкого и шведского языков.
В 1994—1998 гг. обучался в заочной аспирантуре СПбГЭТУ "ЛЭТИ" , в 1999 году в Пятигорском государственном лингвистическом университете защитил диссертацию на соискание ученой степени кандидата филологических наук по специальности 10.02.04 "Германские языки", тема: "Формально-логическая модель глагольного сказуемого в германских языках" (научный руководитель — кандидат филологических наук, профессор, почетный профессор СПбГЭТУ "ЛЭТИ", Заслуженный работник высшей школы РФ Кира Алексеевна Иванова). В 2007 году в Новгородском государственном университете им. Ярослава Мудрого защитил диссертацию на соискание ученой степени доктора филологических наук по специальности 10.02.19  "Теория языка", тема: "Формально-логическая модель главных членов предложения в германских и романских языках" (официальные оппоненты: доктор филол. наук, профессор П. В. Чесноков, доктор филол. наук, профессор Г. А. Баева, доктор фил. наук, профессор О. С. Сапожникова).
С 1990 по 1991 год прошел несколько стажировок в Государственном комитете СССР по науке и технике в отделе научно-технического сотрудничества с капиталистическими и развивающимися странами,  специальность — референт-переводчик нидерландского, шведского и английского языков.
С детства владеет немецким, литовским и польским языками.

## Преподавательская и административная работа в высшей школе
Работает в Санкт-Петербургский государственный электротехнический университет «ЛЭТИ» имени В. И. Ульянова (Ленина): инженер (с 1990 г.), ассистент (с 1992 г.), старший преподаватель (с 1994 г.), доцент (с 2014 г.)
С 2014 года по настоящее время — профессор, заведующий кафедрой иностранных языков.
Работал также в качестве приглашенного преподавателя в Представительстве Стокгольма в Санкт-Петербурге (1997—2000), приглашенного переводчика в Экономическом и Торговом представительстве Фландрии, Брюсселя и Валлонии при Генеральном консульстве Бельгии в Санкт-Петербурге (2005—2012).

## Научная деятельность
Профессор А. А. Шумков является автором более 100 научных и учебно-методических работ на русском и английском языках (монографий, статей в ведущих отечественных и зарубежных научных журналах, учебников и учебных пособий)  по теории языка, грамматике германских, романских, балтийских и славянских языков, формальным моделям в лингвистике, переводоведению, лингвистической контактологии, страноведению Бельгии.

## Работа в редакционных советах научных изданий
член редакционной коллегии, редактор раздела научного журнала «Дискурс» (включен в перечень ВАК РФ);
член редакционного совета научного журнала «Вестник РХГА им. Ф. М. Достоевского. Филологические науки»;
член редакционного совета научного журнала  СПбГЭТУ "ЛЭТИ" «Информация-Коммуникация-Общество».

## Основные труды

#### Авторские монографии
Шумков А. А. Формальный анализ сказуемого в германских языках. — СПб.: Изд-во Политехн. ун-та, 2004. —168 с.
Шумков А. А. Некоторые особенности упорядоченности языковых образов глагольных и субстантивных единиц. — СПб.: Изд-во СПбГЭТУ «ЛЭТИ», 2003. — 186 с.

#### Участие в коллективных монографиях
Журавлева О. М., Ульяницкая Л. А. Языковая ситуация в современной Бельгии / под. ред. А. А. Шумкова. — СПб.: Изд-во СПбГЭТУ «ЛЭТИ», 2020. — 196 с.
Журавлева О. М., Преображенская О. А., Ульяницкая Л. А., Шумков А. А. Русский север в финно-угорском окружении. — СПб.: Изд-во СПбГЭТУ «ЛЭТИ», 2016. — 152 с.
Петренко Г. К., Шумков А. А. Речь и музыка: точки соприкосновения. — СПб.: Изд-во СПбГЭТУ «ЛЭТИ», 2014. — 193 с.
Степаненко И. С., Шумков А. А. Взаимодействие и организация глагольных и субстантивных членов предложения в германских языках. — СПб.: Изд-во СПбГЭТУ «ЛЭТИ», 2012. — 174 с.
Антоненко А. А., Шумков А. А. Формально-логическая модель главных членов предложения в германских и романских языках. — СПб.: Изд-во СПбГЭТУ «ЛЭТИ», 2009. — 205 с.

#### Научные статьи
Shumkov А. A. Formal modeling considerations for independent clause with implicit and vacant subject in some Germanic languages // Скандинавская филология. 2019. Т. 17. Вып. 1. С. 55—72. (Web of Science)
Shumkov А. A. Formal modeling considerations for dependent clause with vacant subject in some Germanic languages // Скандинавская филология. 2018. Т. 16. Вып. 2. С. 292—306. (Web of Science)

#### Учебники и учебные пособия
Ульяницкая Л. А., Шумков А. А. Становление бельгийских вариантов французского языка. — СПб.: Изд-во СПбГЭТУ «ЛЭТИ», 2021. — 72 с.